# Paz de Acilisena

Fronteira romano-persa ca. 387

A Paz de Acilisena foi o tratado firmado entre o imperador Teodósio I (r. 378–395) do Império Romano e o xá Sapor III (r. 383–388) do Império Sassânida em algum ponto entre 384 e 390 (provavelmente 387) no cantão de Acilisena, na Alta Armênia. No tratado, Sapor e Teodósio negociaram a partilha da Armênia em duas zonas, uma sob influência romana e outra persa, o que confirmava o status quo entre esses impérios sobre o controle da região. A linha demarcatória passou por Teodosiópolis (Erzurum) ao norte e Amida (Diarbaquir) no sul, deixando boa parte da Armênia aos persas, inclusive as províncias ao norte e noroeste adjacentes à Ibéria e Cólquida.